# جف اکارد
جف اکارد (انگلیسی: Jeff Eckhardt؛ زادهٔ ۷ اکتبر ۱۹۶۵) بازیکن فوتبال اهل بریتانیا است.
از باشگاه‌هایی که در آن بازی کرده‌است می‌توان به باشگاه فوتبال فولام، باشگاه فوتبال نیوپورت کانتی، باشگاه فوتبال استوک‌پورت کانتی، باشگاه فوتبال شفیلد یونایتد، و باشگاه فوتبال کاردیف سیتی اشاره کرد.